# Гумбольдтианство
Гумбольдтианство — совокупность взглядов о языке и способы его изучения, сформировавшиеся в русле философско-лингвистической программы В. Гумбольдта, основателя общего языкознания и философии языка. Гумбольдтианство представляет собой одну из немногих лингвофилософских теорий прошлого, которая продолжает оказывать влияние на современные подходы к исследованию языка.

## Предназначение языка, по В. Гумбольдту
- Осуществлять превращение мира в «мысли».
- Быть посредником в процессе взаимопонимания людей, выразителем их мыслей и чувств.
- Служить средством для развития внутренних сил человека, оказывая стимулирующее воздействие на силу мышления, чувства и мировоззрение говорящих.